# José Villalba y Riquelme
José Villalba y Riquelme (castellà: José Villalba Riquelme)  (Cadis, 17 d'octubre de 1856 - Madrid, 25 de novembre de 1944) fou un militar espanyol que va modernitzar l'ensenyament militar i va impulsar l'educació física escolar. Va participar en la Tercera Guerra Carlina i en les guerres de les Filipines, Cuba i Marroc, i va ser Ministre de la Guerra al govern de Manuel Allendesalazar en els anys 1919 i 1920. També va desenvolupar una tasca intensa com a escriptor de temes preferentment militars.

## Biografia
Era fill de Rafael de Villalba Aguayo, primer ajudant mèdic del cos de sanitat militar amb destinació a Puerto Rico, i d'Adelaida Riquelme O'Cruley (o Veranley segons altres documents), natural de Cadis i mestra d'instrucció primària. Va tenir tres germans, Carlos, Ricardo i Isabel. Carlos Villalba Riquelme va néixer a Montalbán (Còrdova) el 9 de desembre de 1854, i es va casar amb Luisa Escudero Requejo a Sevilla, en 1879; va morir en acte de servei a Surigao (Filipines) en 1893. Isabel va professar en el convent de les Comanadores de Santiago de Toledo en 1893.
Quan tenia 14 anys va ser portat pel seu pare, que tenia el grau de comandant de Sanitat Militar, a l'illa de Puerto Rico i ingressa com a cadet de l'Arma d'Infanteria el 17 d'octubre de l'any 1870. És ascendit al grau d'alferes el 28 d'octubre de 1873.
Va casar amb Luz Rubio Rivas, amb qui va tenir sis fills, tots ells militars de l'Exèrcit Espanyol: 
Ricardo Villalba Rubio, Antonio Villalba Rubio, José Villalba Rubio, Álvaro Villalba Rubio, Fernando Villalba Rubio i Carlos Villalba Rubio,i quatre filles: Luz, Adela, casada amb Víctor Martínez Simancas, María Luisa i Isabel.

### L'Acadèmia d'Infanteria
El 1883 és destinat per primera vegada a l'Acadèmia d'Infanteria de Toledo, de la que n'arribaria a ser Director i on tindria ocasió de posar en pràctica les seves idees sobre l'Educació Física al servei de la instrucció militar en particular, però també de l'educació escolar en general.
Uns anys abans, havia escrit el seu primer llibre, Nociones de fortificación de campaña é idea de la permanente (1882) que s'utilitzaria com a llibre d'estudis de l'Acadèmia durant molts anys, i pel qual va ser felicitat i recompensat.
La millora dels serveis de l'Acadèmia, la millora dels estudis dels cadets i el perfeccionament de les seves pràctiques a través de la introducció de l'Educació física van ser tres constants de la preocupació professional del General Villalba, tant en la seva època inicial de Professor com en la de Cap d'estudis i Director, i posteriorment com a ministre de la Guerra.

#### Professor
Des de 1892 fins a 1898 va ser professor de diverses matèries: "Tàctica militar", "Tir", "Geografia i Història Militar", "Comptabilitat", "Ferrocarrils", etc., destacant pel seu zel en la instrucció dels cadets.

#### Director
En la seva segona etapa docent en l'Acadèmia, de 1907 a 1912, és quan es produeix la seva tasca més fructífera amb la reforma i reorganització dels plans d'estudis d'aquesta institució, ja que exerceix la labor de Tinent Coronel Cap d'estudis i posteriorment, Coronel Director. El seu interès per introduir les últimes tècniques militars en l'Acadèmia i l'aplicació dels nous plans d'estudis que l'època necessitava van ser l'eix de la seva activitat docent i renovadora de l'Acadèmia d'Infanteria i després de l'Exèrcit íntegrament. Per la seva bona labor és recompensat amb una bossa (beca) d'estudis, que cedeix a dos capitans perquè puguin anar a Suècia a estudiar els mètodes d'educació física que s'imparteixen en aquest país.
És l'època en què ingressa com a cadet Francisco Franco Bahamonde, qui posteriorment recordaria al seu general com la persona que més va influir a la seva educació militar i la que li va concedir l'oportunitat de fer armes en la Guerra del Rif, ja que va ser a ell a qui es va dirigir per demanar-li ingressar en el seu Regiment Àfrica núm. 68 que combatia al Marroc. En aquells anys encarrega a un músic cadet del regiment, Fernando Díaz Gil, l'Himne de la Infanteria Espanyola.
Entremig de les destinacions d'Acadèmia és nomenat Ajudant militar de camp del Capità General Camilo García de Polavieja y del Castillo amb qui trava una sòlida relació d'amistat.
En aquesta època participà em maniobres militars franceses, en les quals extreu idees que li seran d'utilitat en la futura reforma militar que iniciarà quan sigui nomenat ministre de la Guerra. Va ser nomenat oficial de la Legió d'Honor francesa i Gentilhome de cambra amb exercici de S. M. el Rei Alfons XIII.

### Guerra del Rif

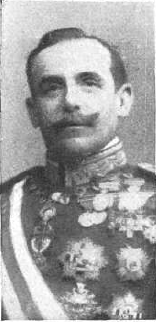
Villalba vers 1913 quan era general de brigada a Melilla

L'any 1912 és destinat com a Coronel al Regiment Àfrica núm 68, on li demana plaça el segon tinent Francisco Franco Bahamonde, que li és concedida i inicia així la seva marxa com a oficial africanista. El Coronel Villalba i el seu regiment participen activament en moltes batalles, guanyant-se el reconeixement dels seus superiors.
Aleshores és requerit pel comandament per entrevistar-se amb el cap de Cabília, Ahmed al-Raisuli, qui de ser amic d'Espanya ha passat a combatre-la, aconseguint en aquesta entrevista que aquest cap rifeny torni a ser aliat dels espanyols, cosa que fet i fet li costarà la vida, ja que el capitost rebel Abd el-Krim no descansarà fins a capturar-lo i assassinar-lo.
En aquest mateix any de 1912 és ascendit a General de Brigada, però no canvia l'escenari bèl·lic encara que sí les seves responsabilitats; és nomenat Cap d'Estat Major de la Capitania General de la VI Regió Militar i Sotsinspector de tropes de la comandància General de Melilla i posteriorment President de la Junta d'Arbitris d'aquesta ciutat.
L'any 1915 és destinat com a comandant general de Larraix i en 1916 és ascendit per mèrits de guerra a l'ocupació de General de Divisió.

### Ministre de la Guerra
En 1919, el Govern de Manuel Allendesalazar el nomena Ministre de la Guerra, i és en aquesta etapa curta però profitosa quan posa en pràctica les seves idees sobre renovació militar.
Funda l'Escola Central d'Educació Física de Toledo i comença una reorganització a fons de l'exèrcit, la primera mesura del qual és fundar el "Terç d'Estrangers", nom amb què es va conèixer en els seus primers temps a la Legió.

#### Creació de l'Escola Central de Gimnàstica
Al desembre de 1919 es crea per Reial decret a la ciutat de Toledo una institució per al foment de l'educació física i la instrucció premilitar, l'Escola Central d'Educació Física, canviada de denominació a Escola Central de Gimnàstica, que donarà un gran impuls a la formació de Professors en aquesta branca de l'ensenyament, tant en l'àmbit estrictament militar com en l'educatiu.

#### Creació de laLegió
El 28 de gener de 1920 es funda per reial decret el Terç d'Estrangers:
Amb la denominació de Terç d'Estrangers es crearà una unitat militar armada, els efectius de la qual, havers i reglament pel qual ha de regir-se seran fixats pel Ministre de la Guerra.
El 9 de febrer de 1920 el governador militar d'Oviedo rep un telegrama del Ministre de la Guerra, General Villalba, en el que li informa que per R.O del 31 de gener es disposa que, conservant la seva destinació en plantilla, el tinent coronel José Millán-Astray exerceixi la comissió d'organitzar el recentment creat Terç d'Estrangers.

#### Previsió del desastre d'Annual
El general Villalba havia manat un memoràndum al rei (del que es fa ressò l'historiador Javier Tusell en la seva biografia d'Alfons XIII) en el que l'informava de les mancances que tenia l'exèrcit espanyol d'Àfrica i les fórmules que calia engegar per modificar-les, fórmules que no va poder dur a terme perquè va caure el Govern Allendesalazar i amb ell el seu càrrec i el seu projecte. Aquestes mancances es van poder comprovar uns anys després durant el desastre d'Annual.

### Governador Militar
En 1920 és nomenat Governador Militar del Campo de Gibraltar en una època regirada, amb freqüents desordres i vagues generals, que afectaven particularment a aquesta regió. Va saber corregir situacions conflictives amb energia al mateix temps que exerceix amb diplomàcia prop de les autoritats angleses del Penyal, sent per tot això felicitat pel rei Alfons XIII i condecorat pel monarca britànic Jordi V amb la Creu de Comanador de l'Orde de Sant Miquel i Sant Jordi, amb tractament de Sir.
En 1923, nomenat Senador per Alacant, es va trobar amb tot el desastre d'Annual i es va distingir per un vibrant discurs en la Cambra de Representants a favor del General Juan Picasso González, al que s'havia acusat de temeritat imprudent.
Entre 1920 i 1924 va ser membre del Consell Superior de Guerra i Marina. També va ser President de la Comissió per a la reforma de l'ensenyament militar

### Assembleista de l'Assemblea Nacional
En 1927 Miguel Primo de Rivera va disposar que el General Villalba fos designat Assembleista de la recentment creada Assemblea Nacional en representació de l'Estat segons l'article 18 del reial decret, càrrec que ostentà fins a la fi de la Dictadura.

### Últims anys
Retirat de l'activitat militar des de 1933, l'any 1936 un grup de milicians es va presentar a la seva casa amb intenció de portar-lo a una txeca i assassinar-lo.
Per evitar-ho la Missió diplomàtica britànica va donar al domicili del General Villalba el rang de legació diplomàtica i durant tota la guerra un sentinella militar anglès va vetllar pel benestar del general i va impedir que cap milicià pogués violar el seu domicili o apropar-se a la seva persona.

## Obres
- Nociones de fortificación de campaña (1882).[34]
- Tiro Nacional: Cartilla del Tirador (1901).
- Táctica de las tres Armas (1903, 1923 i 1928).[35]
- La maniobra de Liao-Yang (Guerra Ruso-Japonesa) (1905).[36]
- Elementos de logística: (marcha, reposo, exploración, seguridad) (1908).[37]
- Ensayo de un método para la instrucción de los reclutas en armonía con el reglamento táctico (1911).[38]
- Instrucciones para las prácticas del servicio en campaña (1912).[39]
- Apuntes de literatura militar.[40]
- Concepto sobre enseñanza militar.[41]
- Fogatas y Pedreras.[42]
- Táctica de Infantería y método de instrucción.[43]
- Juego de la guerra.[44]
- Construcción de un juego de la guerra.[45]
- Instrucciones para maniobras con cuadros.[46]
- La movilización nacional en caso de guerra.[46]
- Armamento y organización de la Infantería (1922).[47]
- Organización de la educación física e instrucción premilitar en Francia, Suecia, Alemania e Italia (1927).[48]
- Aparato para la puntería automática de las armas de fuego.[49]
- La Infantería en los sucesos de Melilla.[38]
- Enseñanzas del médico militar en campaña.[39]